# ときめきルールブック
『ときめきルールブック』は、2024年12月4日にavex traxから発売された超ときめき♡宣伝部の4枚目のアルバムである。

## 概要
本アルバムのコンセプトは「恋と青春が詰まった取扱いルールブック♡」である。
本アルバムのリード曲はコレサワが作詞作曲を手掛けた「こんなあたしはいかがですか」である。「こんなあたしはいかがですか」は同じくコレサワが作詞作曲を手掛けた「最上級にかわいいの!」の続編にあたり、「最上級にかわいいの!」で君に振られて最上級に可愛くなった私が新しい君に出会い恋をする物語となっている。
「プリンセスヒーロー」はドラマイズム『その着せ替え人形は恋をする』（毎日放送・TBS系列）のオープニング主題歌として使用された。
「未完成ガール」は超ときめき♡宣伝部メンバーの吉川ひよりが初めて作詞を手掛けた楽曲となった。
超ときめき♡宣伝部とコレサワがコラボした楽曲「最上級にかわいいの!feat. コレサワ」は2024年5月29日に配信開始された超ときめき♡宣伝部の配信限定シングル『最上級にかわいいの!Special Edition』に収録されていたが、CDに収録されるのは本アルバムが初となる。
2024年12月3日付のオリコンデイリーアルバムランキングで2位、2024年12月16付のオリコン週間アルバムランキングで3位となった。
2025年5月20日、「超最強」がTikTok総再生回数1億を突破したことが発表された。TikTok総再生回数はその後も伸び、同年5月30日に3億回、6月19日に5億回、6月25日に10億回を突破したことがそれぞれ発表された。
「超最強」がバズったことにより、2025年8月27日発売のシングルについて『ハートな胸の内♡/超最強』としてシングルカットされることとなった。

## 収録曲
（超ときめき♡宣伝部：辻野かなみ、杏ジュリア、坂井仁香、小泉遥香、菅田愛貴、吉川ひより）
後述する各形態のうち、初回生産限定盤（mu-mo SHOP限定）は下表の全楽曲、通常版（TYPE-A）・通常版（TYPE-B）は#1から#11まで、初回生産限定盤（ファンクラブ(mu-mo SHOP)限定）・通常版（TYPE-C）・通常版（TYPE-D）は#1から#8までの楽曲が収録されている。
| #   | タイトル                                                   | 作詞                            | 作曲                               | 編曲              | 時間 |
| --- | ---------------------------------------------------------- | ------------------------------- | ---------------------------------- | ----------------- | ---- |
| 1.  | 「こんなあたしはいかがですか」                             | コレサワ                        | コレサワ                           | ha-j              | 3:22 |
| 2.  | 「発見!ポジティブ☆モンスター!!」                           | 七条レタス（IOSYS）             | D.Watt（IOSYS）                    | D.Watt（IOSYS）   | 3:17 |
| 3.  | 「ちょま」                                                 | yuba寝                          | yuba寝                             | 竹内聖            | 3:20 |
| 4.  | 「We Can Do It Now!」                                      | MUTEKI DEAD SNAKE               | MUTEKI DEAD SNAKE                  | MUTEKI DEAD SNAKE | 3:25 |
| 5.  | 「ときどきセンチメンタル」                                 | すぅ （SILENT SIREN）           | クボナオキ                         | クボナオキ        | 3:28 |
| 6.  | 「未完成ガール」                                           | 吉川ひより（超ときめき♡宣伝部） | 常楽寺澪・石黑剛                   | 石黑剛            | 3:55 |
| 7.  | 「下書きの恋」                                             | 谷口鮪（KANA-BOON）             | 谷口鮪（KANA-BOON）                | 江口亮            | 3:12 |
| 8.  | 「超最強」                                                 | 安部大希-amazuti-               | 安部大希-amazuti-・宮崎諒-amazuti- | 宮崎諒-amazuti-   | 3:19 |
| 9.  | 「きみにとっての幸せになりたいの」                         | 真島ゆろ                        | 真島ゆろ                           | 真島ゆろ          | 3:23 |
| 10. | 「プリンセスヒーロー」                                     | 瀬名航（SOVA）                  | 瀬名航（SOVA）                     | 夜未アガリ        | 2:36 |
| 11. | 「最上級にかわいいの!feat. コレサワ」                      | コレサワ                        | コレサワ                           | ha-j              | 3:09 |
| 12. | 「<Bonus Track>最上級にかわいいの! - From THE FIRST TAKE」 | コレサワ                        | コレサワ                           | ha-j              | 3:21 |

## 販売形態
初回生産限定盤（mu-mo SHOP限定）、初回生産限定盤（ファンクラブ(mu-mo SHOP)限定）、通常版（TYPE-A）、通常版（TYPE-B）、通常版（TYPE-C）、通常版（TYPE-D）の6形態で発売された。

## 発売記念イベント・コラボキャンペーン
- 『ときめきルールブック』ECサイト&CD SHOP予約・購入者特典[22]
- 『ときめきルールブック』リリース記念 avex LINE公式限定 12月カレンダー画像プレゼント企画（2024年12月1日 - 8日）[23]
- 『ときめきルールブック』発売記念 新宿アルタ6F littleHEARTS.新宿店にて超ときめき♡宣伝部のアーカイブグッズ発売（2024年12月3日 - 28日）[24]
- 『ときめきルールブック』リリース記念 タワーレコード超♡応援店の超ときめき♡宣伝部の応援キャンペーン（2024年12月3日 - 9日）[25]
- 『ときめきルールブック』リリース記念 SHIBUYA TSUTAYA地下2Fパネル展示&展示パネル抽選プレゼント、シブツタ限定特典「メンバー別ソロフライヤー」キャンペーン（2024年12月3日 - 9日）[26]
- 『ときめきルールブック』リリース記念 新星堂 カルチェ5柏店（千葉県）・アスナル金山店（愛知県）・天王寺ミオ店（大阪府）：超ときめき♡宣伝部の応援キャンペーン（2024年12月3日 - 15日、アスナル金山店のみ16日まで）[27]
- 『ときめきルールブック』リリース記念 楽天ブックス オンラインラッキードロー開催（2024年12月3日18:00 - 9日）[28]
- LINE MUSIC『ときめきルールブック』配信記念キャンペーン：「こんなあたしはいかがですか」配信記念LINE MUSICキャンペーン（2024年12月4日 - 22日）[29]
- レコチョク『ときめきルールブック』うたギフトキャンペーン（2024年12月4日 - 10日）[30]
- 『ときめきルールブック』発売記念 mora「耳元ボイス」プレゼントキャンペーン（2024年12月4日 - 10日）[31]
- サンシャインシティ 噴水広場『ときめきルールブック』リリースイベント ミニライブ&特典会（2部制）（2024年12月4日）[32][33]
- 『ときめきルールブック』発売記念 AWAラウンジ （2024年12月8日）[34]
- 「超最強」原宿竹下通りBGM（2025年5月19日 - 6月1日）[35]
- 「超最強」TikTok総再生回数5億回突破記念[注 2]＆リリースイベント（2025年6月25日、ラゾーナ川崎）[36][19]

## タイアップ
| 楽曲                           | 番組                                                            | 内容・期間                                                      | 備考                 |
| ------------------------------ | --------------------------------------------------------------- | --------------------------------------------------------------- | -------------------- |
| 「プリンセスヒーロー」         | ドラマイズム『その着せ替え人形は恋をする』（毎日放送・TBS系列） | オープニング主題歌                                              | [ 9 ]                |
| 「こんなあたしはいかがですか」 | 『プラチナイト』水曜日（中京テレビ・日本テレビ系列）            | 水曜プラチナイト2024年12月エンディングテーマ                    | [ 37 ]               |
| 「超最強」                     | 『60TRY部』（ラジオ日本）                                       | エンディングテーマ（2025年1月21日 - 4月11日、5月2日 - 5月14日） | [ 38 ] [ 39 ] [ 40 ] |

## テレビ出演
（※「超最強」歌唱でのテレビ出演については多数のため『ハートな胸の内♡/超最強』のページを参照。）
| 楽曲                           | 番組                                         | 放送日                                                       | 備考                                             |
| ------------------------------ | -------------------------------------------- | ------------------------------------------------------------ | ------------------------------------------------ |
| 「こんなあたしはいかがですか」 | 『CDTVライブ!ライブ!』（TBS系列）            | 2024年9月30日                                                | テレビ初披露、「最上級にかわいいの!」との2曲披露 |
| 「こんなあたしはいかがですか」 | 『ときめき♡超音波!!』（日本テレビ）          | 2024年10月28日深夜                                           | [ 42 ]                                           |
| 「プリンセスヒーロー」         | 『ときめき♡超音波!!』（日本テレビ）          | 2024年11月4日深夜                                            | テレビ初披露                                     |
| 「こんなあたしはいかがですか」 | 『JOYNT POPS』（NHK BS・NHK BSプレミアム4K） | 2024年11月30日（NHK BS） 2024年12月8日（NHK BSプレミアム4K） | 「トゥモロー最強説!!」との2曲披露                |

## 備考
- 本アルバムはオリコン週間アルバムランキングで初週3位であったが初週売り上げは53,416枚[46]であり、前作のオリコン週間アルバムランキングで初週1位を獲得した『ときめく恋と青春』の初週売り上げ29,580枚[47]を超えて、これまでの超ときめき♡宣伝部のアルバム初週売り上げ枚数の中で最高記録となった。